# Estación de Fronteira
La Estación Ferroviaria de Fronteira es una plataforma ferroviaria desactivada del Ramal de Portalegre, que servía a la localidad de Fronteira, en el Distrito de Portalegre, en Portugal.

## Historia

### Planificación
El 4 de agosto de 1877, una comisión de la Asociación de los Ingenieros Civiles Portugueses presentó un informativo sobre los varios estudios que había realizado sobre la red nacional de ferrocarriles; una de las líneas propuestas unía Estremoz a Chança, pasando por Sousel y Fronteira. Algunos años después, cuando se estaban realizando los trabajos de investigación para la elaboración del Plan de la Red al Sur del Tajo, fue sugerida la construcción de una línea entre Estremoz y Portalegre, con paso por Sousel, Cano, Fronteira y Monte de Vide. No obstante, esta conexión no llegó a ser incluida en el Plan de la Red, que fue publicado por un decreto del 27 de noviembre de 1902; el 7 de mayo de 1903, este proyecto fue añadido al plan, usando via de ancho estrecho, y con un trazado modificado, pero manteniendo el paso por Fronteira.
El 23 de septiembre de 1903, fue realizado el concurso para la Línea de Portalegre, pero este proyecto sería cancelado después de que el concesionario hubiese encontrado diversas complicaciones de orden financiero y político; de esta forma, la construcción y explotación de la línea pasó a ser responsabilidad del Estado.

### Construcción
En enero de 1932, la línea ya estaba casi construida hasta Fronteira, y, en febrero de 1933, ya estaba concluida la estación. Fue construida conforme al sistema de contrato, usando en la medida de lo posible mano de obra y materiales locales, con el fin de reducir las gastos; de esta forma, custó cerca de 500.000 escudos, aportados por el Fondo Especial de Ferrocarriles. Fue edificada por la División de Construcción de la Dirección General de Ferrocarriles, bajo la orientación del ingeniero Rodrigo Severiano Monteiro.

### Apertura del tramo hasta Monte de Vide
El tramo entre Sousel y Monte de Vide-Vaiamonte, donde esta estación se encuentra, abrió a la explotación el 20 de enero de 1937.

## Características
El complejo de la estación fue construido junto a la localidad, con un acceso de transporte a la ruta municipal para la aldea de Santo Amaro; estaba compuesto, originalmente, por un edificio de pasajeros, viviendas para los funcionarios, y varias instalaciones de servicio, como un depósito de agua, o un cenicero para la limpieza de las locomotoras. Contaba con 5 vías, incluyendo una de maniobras y otra de mercancías.

### Edificio de la estación
El edificio estaba constituido por dos cuerpos interconectados, uno a imitación del estilo de casa portuguesa de los Siglos XVII y XVIII, que servía de estación, y otro con dos pisos que servía de vivienda al personal facultativo; ambos fueron decorados con paneles de azulejos en las paredes exteriores de la calle y de la estación, representando escenas agrícolas del Alentejo. En el interior de la estación, se encontraba un vestíbulo y una sala de espera, ambas con paredes encaladas y adornadas con sucesiones de azulejos a similitud de los Siglos XVII y XVIII, de conformidad con la arquitectura del edificio; viniendo desde la calle, la taquilla estaba al lado izquierdo del vestíbulo, junto al mostrador para entregar los equipajes, con un acceso rápido a la estación por una puerta propia. A la derecha del vestíbulo, se encontraba la sala de espera, con una cobertura en madera imitando la del castaño, completando la simulación de las salas portuguesas de aquellas épocas. También dentro del edificio de la estación, se encontraba un espacio para guardar equipajes, un gabinete para el jefe de la estación y otro para las comunicaciones telefónicas, y la taquilla con un guichet para el vestíbulo. El gabinete del jefe de estación tenía una puerta directa para el cuerpo donde se encontraban las viviendas, para crearlo en caso de necesidad; este edificio estaba compuesto por cuatro compartimentos, una cocina y un retrete, con un cuarto a ras de suelo para el jefe de estación y otro para albergar funcionarios graduados de los ferrocarriles que prestasen servicio eventual en la estación. El piso superior estaba destinado a los dos jefes de la estación y a sus familias. Anexas a este edificio, estaban las instalaciones sanitarias para los pasajeros, provistas de agua a presión por el depósito para las locomotoras, construido en cemento armado. La estación en frente del edificio de la estación estaba cubierta por piedra, soportado por columnas de granito.

### Instalaciones de mercancías y accesorias
Ligado a la estación de pasajeros, fue construido un muelle descubierto para mercancías con un almacén, siendo planeado con el fin de permitir el acceso de vagones por un lado, y de vehículos automóviles por el otro; la plataforma de mercancías fue construido de forma que facilitase las maniobras de los camiones para se alineasen al muelle. Debido a la previsión de un gran movimiento de ganado por la estación, fueron instalados un corral y un establo, para facilitar las operaciones de embarque y desembarque de los animales.
La estación contaba, igualmente, con un conjunto de seis casas para otros trabajadores, paralelas a la ruta de acceso; estos edificios fueron construidos en el estilo típico alentejano, con paredes blancas, ventanas pintadas de azul y vallados tradicionales. Junto a las casas, fueron reservados espacios de terreno, para que los funcionarios realizasen sus plantaciones.